# Гай Фулвий Флак (консул 134 пр.н.е.)
Вижте пояснителната страница за други личности с името Гай Фулвий Флак.
Гай Фулвий Флак (на латински: Gaius Fulvius Flaccus) e политик на Римската република през 2 век пр.н.е.
Той е син на Квинт Фулвий Флак (консул 180 пр.н.е.).
През 134 пр.н.е. e избран за консул заедно с Публий Корнелий Сципион Емилиан Африкански, който трябва да продължи войната против келтиберите в Испания. Флак получава командването в Сицилия, където през 136 пр.н.е. избухва първото сицилианско робско въстание. Той тръгва за Сицилия с голяма войска. Няма сведения за негови успехи.